# Aixafapatates

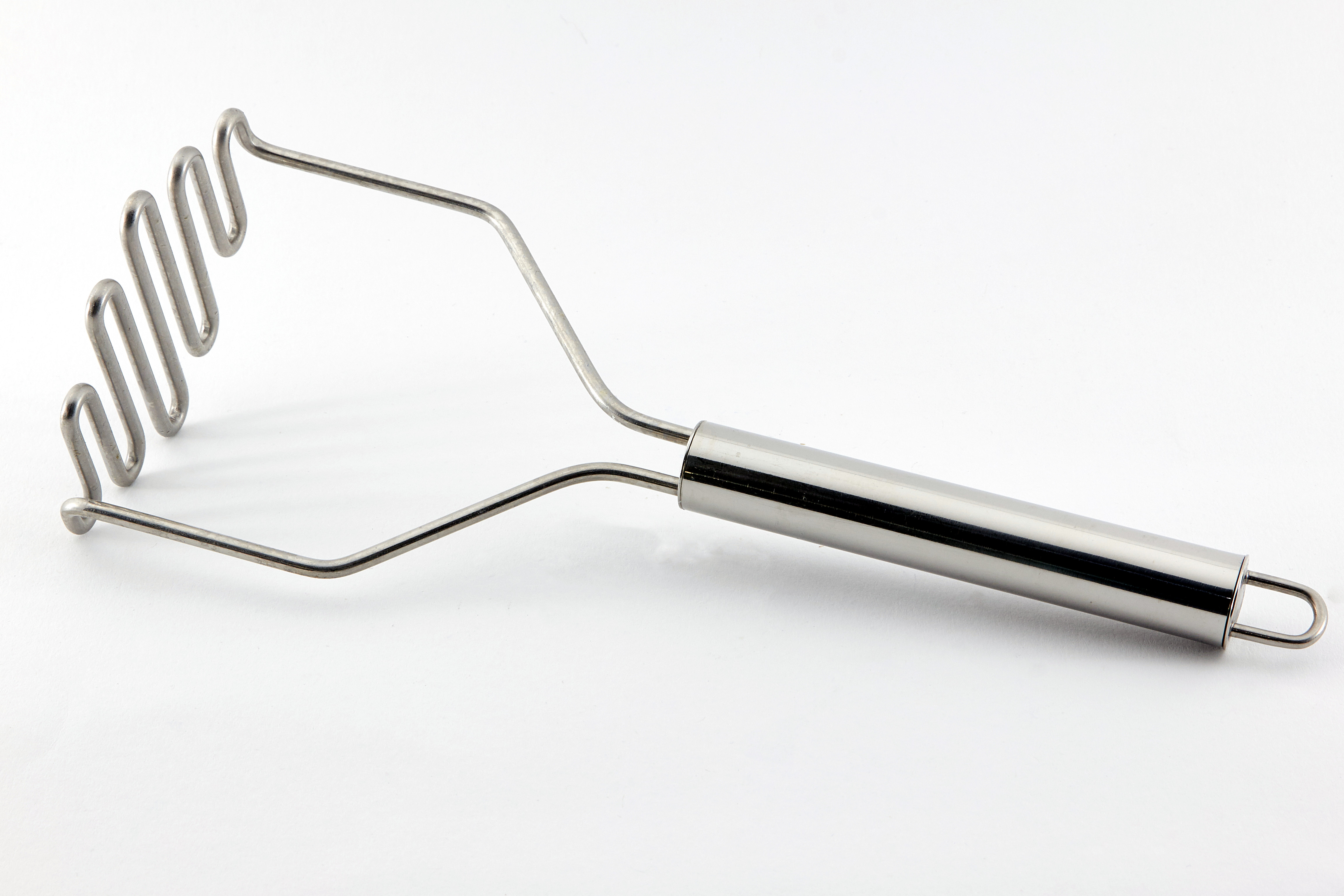
Un aixafapatates amb el cap en forma de ziga-zaga

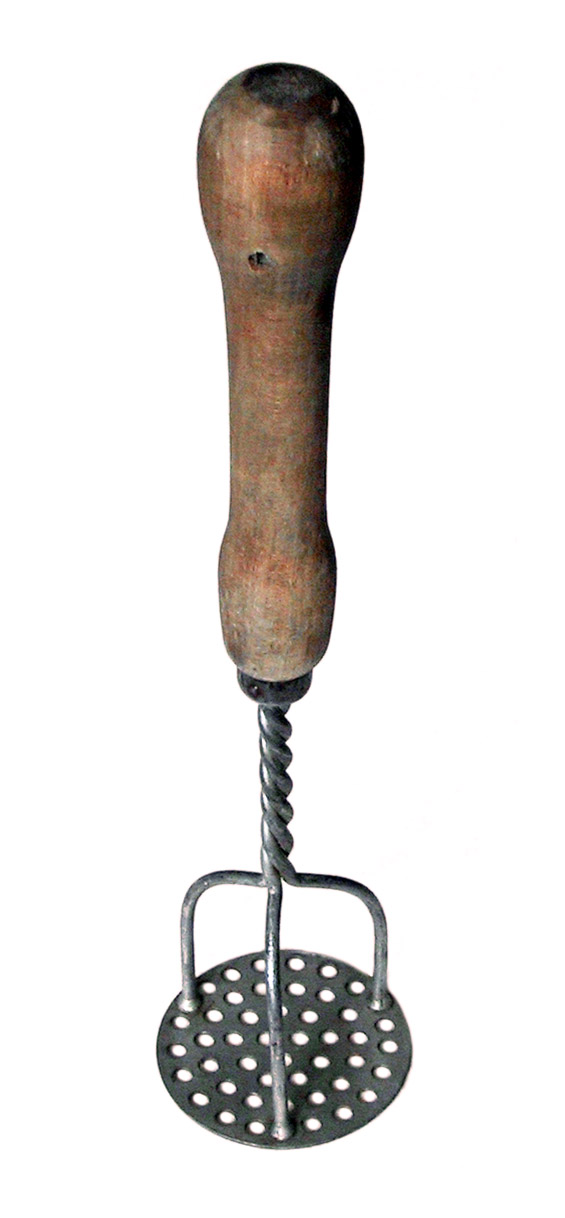
Un aixafapatates fet amb una planxa metàl·lica foradada

Un aixafapatates és un estri de cuina emprat per aixafar i trinxar menjars tous per fer-ne puré. Consisteix en un mànec amb una aixafadora en una punta (a noranta graus del mànec) format per una planxa amb forats, una reixa, o un filferro gruixut en forma de ziga-zaga. A diferència d'eines com el batedor de braç o el passapuré que són capaços de convertir els aliment en un puré molt fi i homogeni, l'aixafapatates els trinxa d'una forma més irregular, conservant així una part de la textura de l'aliment original.
A part de la patata, serveix per trinxar aliments com els cigrons, el moniato o les nyàmeres.